# Allodia foliifera
Allodia foliifera är en tvåvingeart som först beskrevs av Gabriel Strobl 1910.  Allodia foliifera ingår i släktet Allodia och familjen svampmyggor. Arten är reproducerande i Sverige. Inga underarter finns listade i Catalogue of Life.